# Parafia Matki Bożej Królowej Apostołów w Hamtramck
Parafia Matki Bożej Królowej Apostołów w Hamtramck (ang. Our Lady Queen of Apostles Parish) – parafia rzymskokatolicka położona w Hamtramck w stanie Michigan, Stany Zjednoczone.
Jest ona wieloetniczną parafią w Hamtramck, z mszą św. w j. polskim, dla polskich imigrantów.
Ustanowiona w 1917 roku i dedykowana Matce Bożej Królowej Apostołów.

## Nabożeństwa w j.polskim
- Niedziela – 10:00